# Adze
L'adze è un vampiro presente nella magia tribale degli Ewe, una popolazione africana del sudest del Ghana e del sud del Togo. Nella sua forma primordiale è uno spettro luminoso fuoriuscito da uno stregone.
Si aggira sotto forma di lucciola anche se, una volta catturato, si trasforma in umano. Secondo le leggende locali, beve sangue, olio di palma e latte di cocco ed uccide i bambini.